# Jean-Christophe Averty
Jean-Christophe Averty, né le 6 août 1928 à Paris et mort le 4 mars 2017 à Beaumont-sur-Oise, est un animateur et réalisateur de radio et de télévision français.
Dès les années 1960, il révolutionne le petit écran français en mettant en image les plus grands chanteurs de variétés, des plus anciens aux jeunes vedettes de la génération yéyé, comme Sylvie Vartan, Johnny Hallyday, Françoise Hardy, Eddy Mitchell, Gilbert Bécaud, Claude François, Serge Gainsbourg, Dalida ou Yves Montand.
Nombre de ses productions pour la télévision en font un précurseur de l'art vidéo en France. De telles recherches seront reprises, dans les décennies suivantes, par les groupes de recherche de l'Institut national de l'audiovisuel (INA). Il fut l'un des derniers réalisateurs salariés de la Société française de production (SFP) et, pendant longtemps, le seul réalisateur de l'ORTF à voir ses émissions vendues à l'étranger.
Grand connaisseur de jazz, Averty a filmé pendant des années le festival Jazz à Juan où sont passés tous les plus grands musiciens du genre.
Il fut également l'une des voix de France Inter et France Culture, notamment avec l'émission radiophonique Les Cinglés du music-hall.

## Biographie

### Famille
Jean-Christophe Averty naît à Paris dans le 5e arrondissement, boulevard Saint-Marcel. Il est le fils de Charles Averty, quincaillier, et de Rosalie Douillard, institutrice.

### Formation et débuts
Après des études à l'École alsacienne, au lycée Montaigne et au lycée Louis-le-Grand, Jean-Christophe Averty est reçu à l'École nationale de la France d'outre-mer mais il y renonce pour faire des études de droit, de lettres, d'anglais, de philologie. Il intègre l'Institut des hautes études cinématographiques (IDHEC, de la promotion 1948-1950) dont il ressort diplômé. Il travaille comme banc-titreur aux studios Walt Disney à Burbank dans les années 1950 avant de débuter à la télévision française (alors la Radiodiffusion télévision française, la RTF) où il entre le 16 novembre 1952 comme assistant de René Lucot.

### Carrière
Jean-Christophe Averty devient réalisateur en 1956 ; il produira près d'un millier d'émissions pour la télévision et près du double pour la radio, sur le jazz, le sport, le cirque, la mode, les variétés et surtout sur le théâtre — les dramatiques —, la littérature, émissions qu'il adaptera et mettra en page lui-même, avec l'aide de son équipe.
Il fonde sa réputation sur son caractère trempé, son goût de la provocation et son sens de l'innovation télévisuelle. Sa série Les Raisins verts (1963) fait grand scandale, notamment en raison de la séquence récurrente dans laquelle un bébé de celluloïd est passé au hachoir à viande. Récompensé aux États-Unis par un Emmy Award pour cette émission, il n'aura de cesse de tenter de révolutionner le PAF, y compris par ses légendaires « coups de gueule ».
Toujours au bon moment au bon endroit, il fréquente le milieu existentialiste du quartier Saint-Germain-des-Prés et travaille dans des productions (théâtrales) impliquant Cocteau ou Picasso.
En 1963, il crée l’émission de variétés  Les Raisins verts, qui marque les années 1960 et remporte, en 1964, le titre de meilleure émission de variétés élue par la presse, la Rose d'Or.
En 1965, c'est Ubu roi, adaptation télévisée intégrale de la pièce d'Alfred Jarry bourrée d'effets spéciaux électroniques, avec Jean Bouise (Père Ubu), Rosy Varte (Mère Ubu), Hubert Deschamps et Henri Virlogeux, téléfilm d'1 h 37 min diffusé sur la Première chaîne de l'ORTF le 21 septembre 1965.
Son complice et ami pour un grand nombre d'innovations vidéo reste l'ingénieur Max Derenne (1930-2006).
En 1971, il réalise le mega-clip illustrant l'intégralité du concept-album Melody Nelson avec Serge Gainsbourg et Jane Birkin.
Ses créations télévisées font date dans l'utilisation de la vidéo et de l'utilisation des possibilités techniques, comme mode d'expression à part entière. Averty a beaucoup utilisé l'incrustation de personnages filmés sur fond bleu avec un décor dessiné. Ses techniques d'incrustation vidéo lui permirent également de réaliser un Sapeur Camember d'après l'œuvre de Georges Colomb, dit « Christophe », ainsi qu'une version de Chantecler, pièce d'Edmond Rostand.
En 1969, il réalise le grand téléfilm Le Songe d'une nuit d'été, premier film complet en incrustation où les acteurs (Claude Jade, Christine Delaroche, Jean-Claude Drouot…) jouaient sur un plateau nu,.
Il a été l'un des derniers réalisateurs salariés de la Société française de production et, pendant longtemps, le seul réalisateur de l'ORTF dont les émissions étaient vendues à l'étranger. En 1976, il demande rendez-vous au chef de l’État Valery Giscard d'Estaing et obtient les premières mesures de protection de la création française à la télévision[réf. souhaitée].
Passionné par Alfred Jarry et la 'Pataphysique, il devient satrape du Collège en 1990.
Sur France Culture, il participe pendant plusieurs années à l'émission Des Papous dans la tête.

### Dernières années
En 2012, Jean-Christophe Averty confie la gestion, la conservation et la sauvegarde des droits de l’ensemble de ses œuvres télévisuelles et radiophoniques à l'Institut national de l'audiovisuel (INA) — près d’un millier d’émissions télévisées sur le jazz, le sport, le cirque, la mode, les variétés ou encore le théâtre.

### Publications sur l'homme et son œuvre
Plusieurs ouvrages sont consacrés à son parcours et à son œuvre : un livre interview  écrit par un des critiques de télévision, et l’étude d'Anne-Marie Duguet, sociologue spécialiste de l'art, qui notait déjà que « l’œuvre » de Jean-Christophe Averty était « sans équivalent dans le contexte télévisuel ».
De 2012 à 2015, il confie ses souvenirs à Sylvie Pierre, maître de conférences en sciences de l'information et de la communication à l'université de Lorraine, ce qui donne lieu à un ouvrage et plusieurs articles dans The Conversation.
En mars 2015, il accorde à Noël Herpe une série d'entretiens diffusés la même année sur France Culture, dans le cadre de l'émission À voix nue. Ces entretiens sont repris dans un livre.

### Vie personnelle
Jean-Christophe Averty était marié à Marie-Blanche Vergne, actrice morte prématurément d'un cancer en 1989, avec qui il a eu trois enfants. Leur fille, Karine Averty, a été première danseuse du ballet de l’Opéra national de Paris.
Il vivait à Suresnes (Hauts-de-Seine), où il conservait des milliers de disques et de coupures de presse.
Il meurt le 4 mars 2017 à Beaumont-sur-Oise et est inhumé au cimetière de Bagneux (division 84).

## Musique

### Un réalisateur fana de musique
Jean-Christophe Averty réalise des spectacles pour la télévision mettant en images, avec son style singulier, les plus grands chanteurs francophones, comme Claude François, Gilbert Bécaud, Georges Brassens, Julien Clerc, Dalida, Léo Ferré, Serge Gainsbourg, France Gall, Juliette Gréco, Johnny Hallyday, Gérard Manset, Guy Marchand, Yves Montand, Tino Rossi, Jean Sablon, Sylvie Vartan, etc., et la chanteuse italienne Patty Pravo. Maurice Chevalier loue sa précision, comparable à celle d'Ernst Lubitsch.
Grand connaisseur de jazz, Averty filme pendant plusieurs années les festivals d'Antibes et Juan-les-Pins où se sont produits tous les plus grands artistes du genre. Ces réalisations (plus académiques que ses productions personnelles) reçoivent une renommée internationale. À ce propos, le pianiste Martial Solal lui a rendu un hommage dans une de ses compositions, Averty, c'est moi.

### Les Cinglés du music-hall

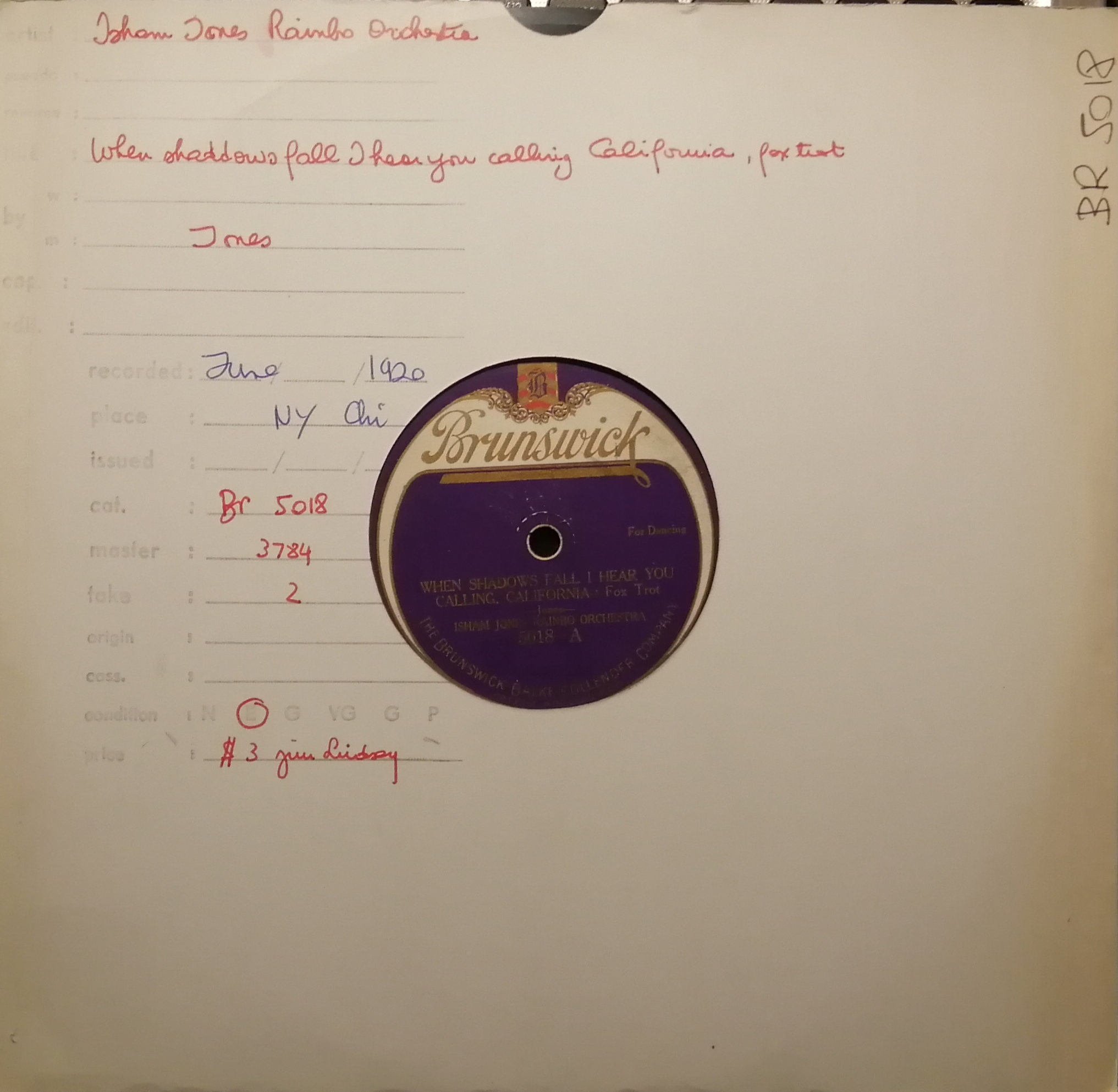
Disque 78 tours de la collection de Jean-Christophe Averty.

Collectionneur de disques 78 tours (ses « vieilles galettes ») de jazz et de variétés, achetés sur les marchés aux puces à travers le monde, Jean-Christophe Averty a animé pendant vingt-huit ans, jusqu'à son ultime éviction en 2006 (sous la présidence de Radio France par Jean-Paul Cluzel), son émission de radio Les Cinglés du music-hall (1 805 épisodes). Pour la partie française de cette émission, il bénéficie des « carnets » d'André Cauzard, confiés par ce dernier qui avait l'habitude de noter au quotidien tous les événements de jazz d'avant-guerre[réf. souhaitée]. Il décline cette émission pour TF1 avec Les Cinglés du music-hall télévisés, trois programmes diffusés respectivement les 22 octobre et 17 décembre 1982 et le 3 août 1984.
Au fil des années, cette émission permet d'établir une banque de données entre fans, préfigurant le P2P, en étant interactive avec les auditeurs et collectionneurs : il donne systématiquement à l'antenne le titre, l'interprète, l'éditeur et le numéro de sortie de chaque morceau qu'il annonce de son fameux « à vos cassettes ! ».
Cet homme de télévision, dont le zézaiement et le débit de parole agacent beaucoup d'auditeurs, connaît un grand succès avec cette émission qui présente de nombreux 78 tours de la fin des années 1920 jusqu'au début des années 1940. Il fit découvrir ou redécouvrir de nombreux artistes de cette époque comme Yvette Guilbert, Fréhel, Georgius, Joséphine Baker ou Ray Ventura.

## Filmographie sélective

### Courts métrages
- 1952 : Vacances à la mer
- 1962 : Ce soir spectacle
- 1963 : Encore dimanche
- 1964 : La Cage aux oiseaux
- 1967 : Autoportrait mou de Salvador Dali[35]

### Télévision
- 1960 : Si le ciel s'en mêle

- 1964 : Les Verts Pâturages, d'après Marc Connelly
- 1965 : Ubu roi, d'après Alfred Jarry
- 1970 : Alice au pays des merveilles[36]
- 1971 : 
  - Un beau ténébreux, adaptation du roman de même titre de Julien Gracq[37],[38]
  - Ubu enchaîné[39], d'après Alfred Jarry
  - Melody avec Jane Birkin et Serge Gainsbourg
- 1973 : 
  - Musidora[40], scénario de Francis Lacassin et Claude Veillot
  - La vie rêvée de Vincent Scotto[41]
- 1975 : Le Péril bleu, d'après Maurice Renard
- 1976 : Chanteclerc, d'après Edmond Rostand
- 1976 : Le Château des Carpathes, d'après Jules Verne
- 1977 : Impressions d'Afrique, d'après Raymond Roussel.
- 1979 : Azouk, téléfilm d'après un scénario de Alexandre Rivemale
- 1980 : Ubu cocu, d'après Alfred Jarry
- 1982 : Les Mamelles de Tirésias, d'après Guillaume Apollinaire
- 1992 : Maniaque, d'après Frédéric Klein

### Publicité
- 1991 : Renault 91 : le rayon X - 2 versions : 45 s et 30 s

## Radio
- 1978-2006 : Les Cinglés du music-hall, France Inter puis France Culture
- mai 1989 : Le Roi Bombance, France Culture (feuilleton en 5 épisodes)
- Jazz pour les Happy Few, France Culture
- participation à Des Papous dans la tête, France Culture

## Théâtre
Jean-Christophe Averty crée un espace théâtral spécifique au petit écran. Rompant avec le théâtre filmé, il construit la mise en scène par la technique du kinescope utilisée de 1954 au milieu des années 1960. Le statut de l'espace théâtral et celui des acteurs s'en trouvent transformés avec les moyens techniques de la vidéo (Alfred Jarry lui-même avait ouvert la voie à cette conception).
- 1964 : Rien que des monstres de Jean-Christophe Averty, mise en scène de Jean-Christophe Averty
- 1965 : Le Boy Friend de Sandy Wilson, mise en scène de Jean-Christophe Averty et Dirk Sanders, Théâtre Antoine
- 1967 : Les Fleurs du mal de Charles Baudelaire, mise en scène de Jean-Christophe Averty, Théâtre des Remparts et à l'occasion du centenaire de la mort de Charles Baudelaire au cours du Festival international de Provins
- 1982 : Carmen de Prosper Mérimée et Georges Bizet, mise en scène de Jean-Christophe Averty, Opéra National de Lyon
- 1991 : On purge bébé de Georges Feydeau, mise en scène de Jean-Christophe Averty, Théâtre des Bouffes du Nord

## Distinctions

### Récompenses
- 1963 : Prix Bête et Méchant d’Hara-Kiri
- 1964 : Emmy Awards : Prix de la meilleure émission étrangère décerné par l’Academy of Television Arts and Sciences des États-Unis pour Les Raisins verts (1963-64)
- 1964 : Prix de la critique de cinéma et de télévision
- 1964 : Prix de la presse au festival de la Rose d’or de Montreux et mention spéciale pour une contribution à la révolution du langage télévisuel (1964)
- 1965 : Pharaon d’or pour la meilleure émission de variétés au festival d’Alexandrie pour Bonsoir mes souvenirs-Show Line Renaud (1963)
- 1965 : Rose de bronze au festival de la Rose d’or de Montreux pour Happy New Yves-Show Yves Montand (1964)
- 1966 : mention spéciale pour la couleur au festival de télévision de Monte-Carlo pour Ann (1965)
- 1969 : Grand Prix des graphistes pour l'ensemble de son œuvre attribué aux Rencontres internationales de Lure
- FIPA d'or au Festival international des programmes audiovisuels de Biarritz
- 1979 : Prix de la meilleure émission de l’année 1979 de l’Association française des critiques et informateurs de radio et télévision pour Les Cinglés du music-hall
- 1979 : Prix du premier festival audiovisuel de Royan pour Les Cinglés du music-hall
- 1990 : 7 d'or d'honneur

### Décorations[42]
- 1979 :  Chevalier de l'ordre des Arts et des Lettres
- 1981 :  Chevalier de l'ordre national du Mérite
- 1983 :  Chevalier de la Légion d'honneur
- 1988 :  Officier de l'ordre des Arts et des Lettres
- 1990 :  Officier de la Légion d'honneur

### Vidéographie
- Mireille Dumas et Philippe Rouget, Les Trésors cachés des variétés - Jean-Christophe Averty, 2017.